# Tino Kaufmann
Tino Kurt Kaufmann (* 21. Juni 2005 in Speyer) ist ein deutscher Fußballspieler.
In der Jugend kam Kaufmann 2016 von Phönix Schifferstadt zum FC Speyer 09. Er ging zwischenzeitlich zum 1. FC Kaiserslautern und kehrte 2019 zum FC Speyer 09 zurück. 2020 schloss Kaufmann sich der Jugendabteilung von RB Leipzig an. Im Februar 2024 wechselte er zur ersten Mannschaft der VSG Altglienicke, für die er in der Regionalliga Nordost spielte. Am 24. Juni 2024 unterschrieb Kaufmann bei der zweiten Mannschaft des VfB Stuttgart.
Er gab mit dem VfB Stuttgart II gegen Energie Cottbus am 21. September 2024 am 6. Spieltag der Saison 2024/25 in der 3. Liga sein Profidebüt. Im Januar 2025 wurde er an den in der Regionalliga Nordost spielenden FC Rot-Weiß Erfurt verliehen. Im Sommer 2025 kehrte er zum VfB II zurück.